# Fort aan het Schiphol

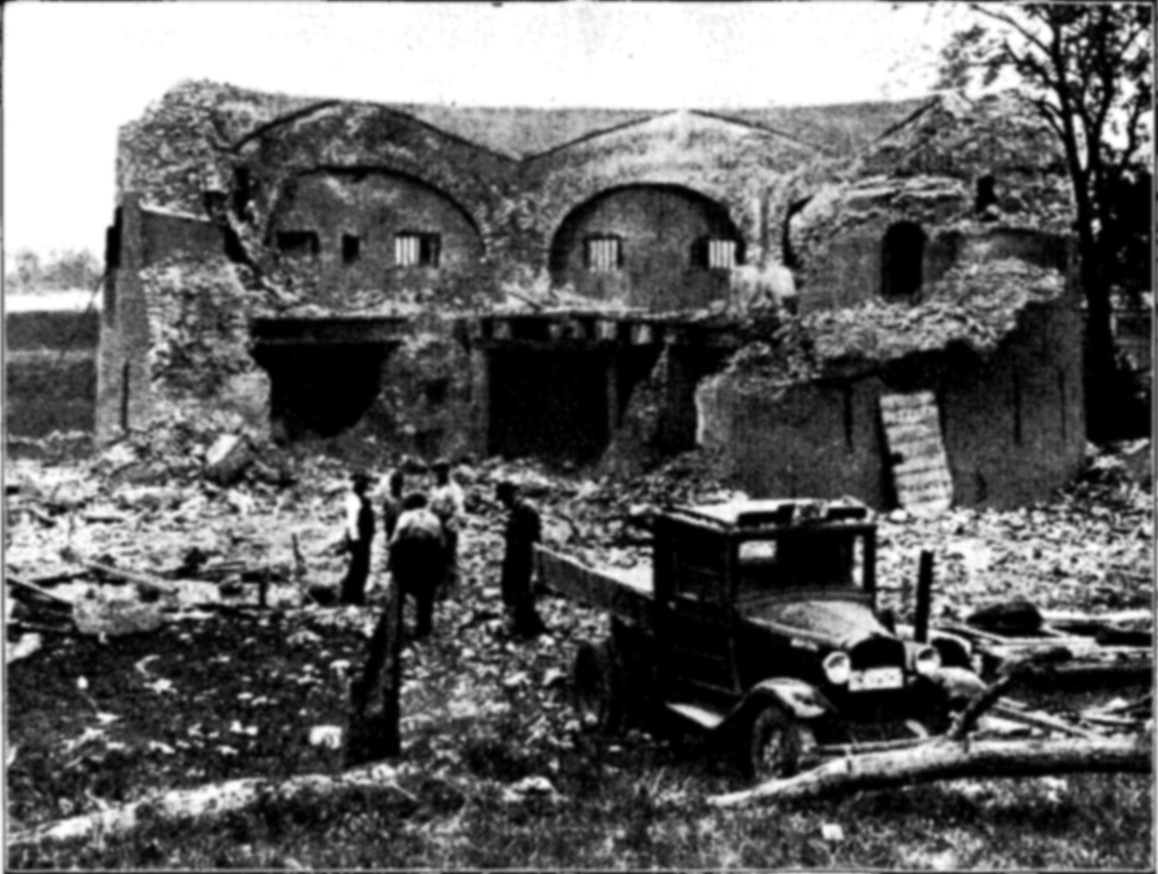
Sloop van het fort

Fort aan het Schiphol was een fort in de Haarlemmermeer dat werd aangelegd bij de droogmaking van de Haarlemmermeer om de Posten van Krayenhoff ter verdediging van Amsterdam aan te vullen. Later werd het fort binnen de Stelling van Amsterdam de basis van het militair vliegkamp Schiphol, dat uitgroeide tot Luchthaven Schiphol.
Na de drooglegging van de Haarlemmermeer waren extra verdedigingswerken noodzakelijk. Besloten werd om rond 1846 vier torenforten aan te leggen, het Fort bij Heemstede (toren niet gerealiseerd), het Fort aan de Liede, het Fort aan de Nieuwe Meer en het Fort aan het Schiphol. Tussen de forten de Liede en Schiphol is een verbindingsweg aangelegd, de latere Schipholweg.
Omstreeks 1885 werd de brisantgranaat geïntroduceerd en waren de forten van baksteen verouderd. In 1926 verloor dit fort zijn defensieve betekenis. De forten waren bovendien niet goed gefundeerd en zijn daarom later gesloopt. Het fort aan het Schiphol is door de provincie Noord-Holland in 1934 gesloopt om plaats te maken voor de Schipholdraaibrug.